# لويجي مانجيوني
لويجي نيكولاس مانجيوني (بالإنجليزية: ) (ولد في 6 مايو 1998)، هو رجل أمريكي تم تَحديده باعتباره شخص مَحل الاهتمام والمشتبه به لاحقًا في مقتل بريان طومسون، الرئيس التنفيذي من شركة يونايتد للرعاية الصحية . تم القبض على مانجيوني وتقديمه للمحاكمة في ألتونا، بنسلفانيا ، في 9 ديسمبر 2024. بعد التنازل عن تسليمه في ولاية بنسلفانيا، ظهر أمام محكمة فيدرالية في مدينة نيويورك في 19 ديسمبر في 23 ديسمبر، تم توجيه الاتهام إلى مانجيوني في المحكمة العليا في نيويورك ودفع ببراءته من التهم الموجهة إليه من قبل الولاية. وجهت إلى مانجيوني إحدى عشر تهمة على مستوى الولاية، ويواجه أربع تهم على المستوى الفيدرالي. وتشمل هذه الجرائم القتل العمد من الدرجة الأولى، العمد في إطار الإرهاب، والحيازة الإجرامية للسلاح، والمطاردة. إن تهمة القتل الفيدرالية باستخدام سلاح ناري تجعله مؤهلاً لعقوبة الإعدام، على الرغم من أن المدعين الفيدراليين لم يشيروا بعد إلى ما إذا كانوا سيواصلون هذه العقوبة.
منذ إلقاء القبض عليه، تلقى مانجيوني الدعم عبر الإنترنت، حيث احتفل به البعض باعتباره بطلاً شعبيًا. وقد ارتبط الدعم الذي حصل عليه مانجيوني بوجهة نظر عامة الناس السلبية في كثير من الأحيان تجاه صناعة التأمين الصحي وما يعتبره الكثيرون ممارسات غير عادلة لرفض دفع التأمين الصحي والتي تسبب الضرر والوفاة للعملاء. وقد أثارت هذه القضية دعوات متزايدة لإصلاح التأمين الصحي.

## الخلفية العائلية
وُلِد مانجيوني في تاوسون، ماريلاند، في 6 مايو 1998، لأم تدعى كاثلين ولويس مانجيوني (مواليد 1953). لديه أختان: ماريا سانتا ولوسيانا.
ينتمي مانجيوني إلى عائلة محلية بارزة من أصل إيطالي، معروفة بأعمالها الخيرية. وُلِد جده لأبيه، نيكولاس مانجيوني (1925-2008)، لوالدين مهاجرين صقليين فقراء في حي إيطاليا الصغيرة (ليتل إيتالي) في بالتيمور؛ وكان لديه 10 أطفال (خمسة أبناء وخمس بنات) و37 حفيدًا. بعد وفاته، تولى أبناؤه إدارة أعماله؛ يدير والد لويجي، لويس، الآن شركات عائلة مانجيوني.

## التعليم والمهنة
التحق مانجيوني بمدرسة جيلمان ، وهي مدرسة خاصة للبنين في بالتيمور ، حيث تخرج كمتفوق في عام 2016. حصل مانجيوني على درجة البكالوريوس في العلوم الهندسية (BSE) في هندسة الكمبيوتر من جامعة بنسلفانيا في عام 2020 وحصل لاحقًا على درجة الماجستير في العلوم الهندسية (MSE) في علوم الكمبيوتر والمعلومات. شملت دراسته الجامعية تخصصًا فرعيًا في الرياضيات ، وركز منهجه الدراسي في الدراسات العليا على الذكاء الاصطناعي. كان متدربًا في برمجة واجهة المستخدم مع شركة ألعاب الفيديو Firaxis Games من مايو 2016 إلى أغسطس 2017 أثناء دراسته الجامعية.

### خلفية
تم إطلاق النار على براين تومسون ، الرئيس التنفيذي لشركة التأمين الصحي الأمريكية يونايتد هيلث كير ، البالغ من العمر 50 عامًا، في وسط مانهاتن بمدينة نيويورك، في 4 ديسمبر/كانون الأول 2024. وقع إطلاق النار في وقت مبكر من الصباح خارج مدخل فندق هيلتون ميدتاون في نيويورك. كان تومسون في المدينة لحضور اجتماع سنوي للمستثمرين لشركة يونايتد هيلث جروب، الشركة الأم لشركة يونايتد هيلث كير. وقد فر المشتبه به، الذي تم وصفه في البداية بأنه رجل أبيض يرتدي قناعًا، من مكان الحادث.
كان المسلح ملثمًا وجاء إلى نيويورك عبر حافلة من أتلانتا. تمت كتابة الكلمات «تأخير وإنكار وإسقاط» على الأغلفة الفارغة وخرطوشة خرجت من المسدس. الكلمات الثلاث تشبه العبارة «تأخير، إنكار، دفاع»، وهي عبارة معروفة في صناعة التأمين تشير إلى جهود شركات التأمين لعدم دفع التأمين. من المحتمل أن المشتبه به غادر المدينة، وتم رؤيته في محطة الحافلات بعد ذلك. اندلعت موجة من الغضب على منصات التواصل الاجتماعي ضد تومسون، ويونايتد هيلث، ونظام التأمين الصحي بشكل عام، حيث أشاد الكثيرون بعملية القتل.

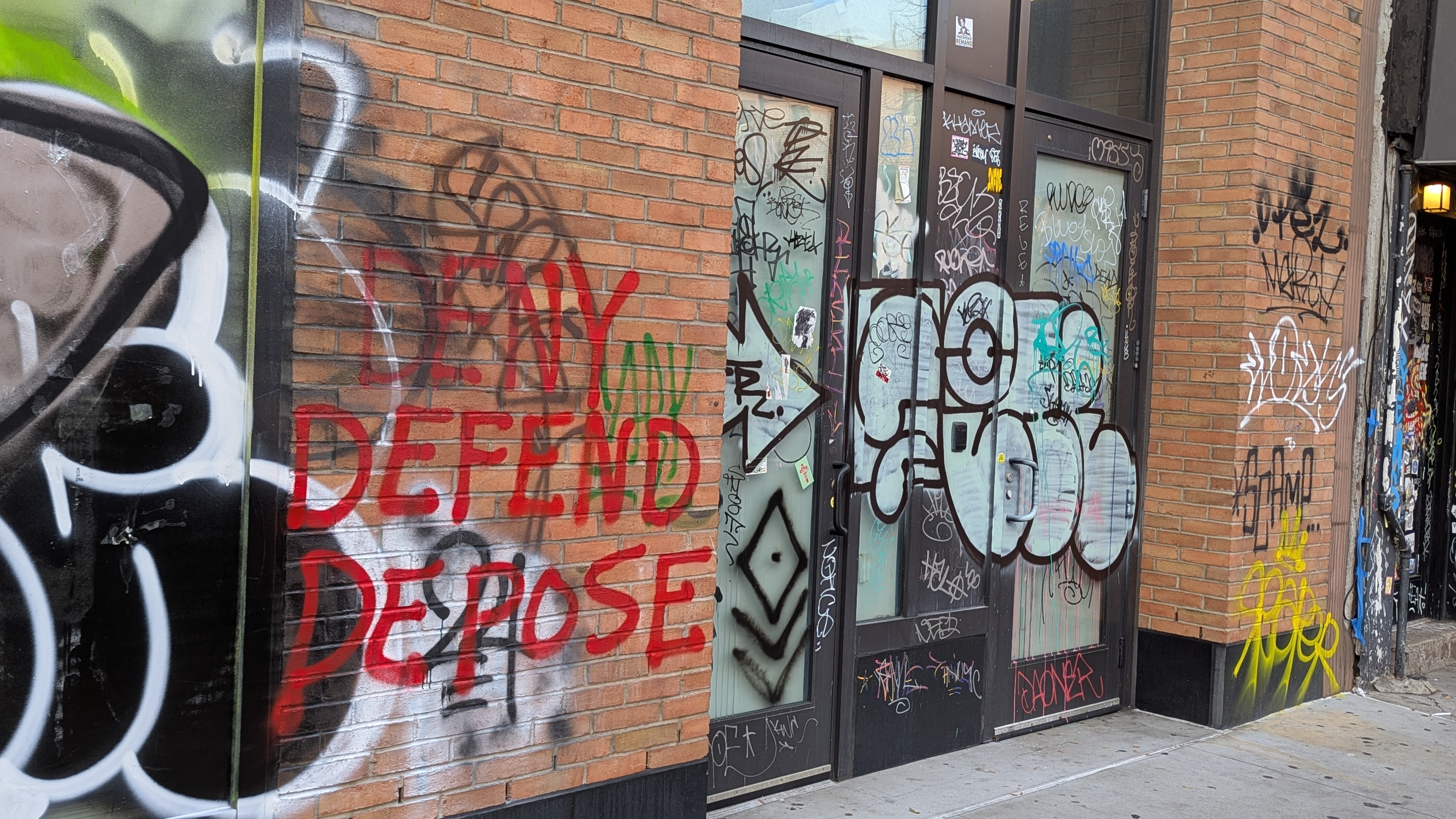
جرافيتي «رفض، دفاع، عزل» في مدينة نيويورك.